# Ванин, Иван Иванович (Герой Советского Союза)
Иван Иванович Ванин (1924—1996) — советский военнослужащий. В Рабоче-крестьянской Красной и Советской Армии служил с 1942 по 1946 год. Участник Великой Отечественной войны. Герой Советского Союза (1945).

## Биография
Родился 9 мая 1924 года в селе Константиново Спасского уезда Рязанской губернии РСФСР СССР (ныне село Шиловского района Рязанской области Российской Федерации) в крестьянской семье. Русский. В 1939 году окончил неполную среднюю школу в селе Лунино . До призыва на военную службу работал помощником начальника почтового отделения в селе Задубровье.
В ряды Рабоче-крестьянской Красной Армии призван Шелуховским районным военкоматом Рязанской области в августе 1942 года. В 1943 году окончил Рязанское пехотное училище. На фронте с июля 1943 года на Юго-Западном фронте в должности командира 2-го взвода роты противотанковых ружей 986-го стрелкового полка 230-й стрелковой дивизии 1-й гвардейской армии. Боевое крещение принял в боях на реке Северский Донец. Отличился во время Изюм-Барвенковской операции. При прорыве немецкой обороны на правом берегу Северского Донца на участке Богородичное—Татьяновка метким огнём из противотанкового ружья Иван Иванович лично уничтожил два станковых пулемёта врага. В ходе дальнейшего наступления на барвенковском направлении бойцы его взвода подавили ещё две огневые точки противника и истребили 15 солдат и офицеров вермахта. За отличие в боях младший лейтенант И. И. Ванин был награждён своей первой боевой наградой — медалью «За отвагу».
После завершения Изюм-Барвенковской операции 230-я стрелковая дивизия была выведена в резерв и переброшена на Южный (с 20 октября — 4-й Украинский) фронт, где в составе 5-й ударной армии принимала участие в Донбасской и Мелитопольской операциях. Младший лейтенант И. И. Ванин в составе своего подразделения освобождал Сталино, Пологи, левобережное Приднепровье. С начала ноября 1943 года части дивизии вели упорные бои по ликвидации немецкого плацдарма на левом берегу Днепра в районе Никополя. Добиться оставленных целей советским войскам удалось только в феврале 1944 года. После успешного завершения Никопольско-Криворожской операции 230-я стрелковая дивизия в составе 57-й армии 3-го Украинского фронта участвовала в освобождении Правобережной Украины. В рамках Одесской операции подразделения дивизии вышли к реке Днестр. 14 апреля штурмовые отряды 986-го стрелкового полка форсировали водную преграду в двух километрах северо-западнее населённого пункта Варница Молдавской ССР. На захваченном полком плацдарме И. И. Ванин, получивший к этому времени звание лейтенанта, сумел грамотно распределить огневые средства своего взвода, чем способствовал отражению яростного натиска противника. В ночь с 9 на 10 мая во время смены боевых позиций противник неожиданно вновь атаковал участок обороны полка, однако взвод лейтенанта Ванина, демонстрируя образцы стойкости и мужества, отразил одну за другой пять вражеских контратак. В самый тяжёлый момент боя, когда группе немецких автоматчиков удалось ворваться на советские позиции, грамотно организовал ближний бой и выбил противника из траншей. При этом лично уничтожил одного вражеского офицера и двух солдат.
Принимал участие в ликвидации крупной группировки противника, окружённой восточнее Кишинёва, в ходе которой силами 986-го стрелкового полка было захвачено в плен 1070 немецких солдат и офицеров. В сентябре 1944 года дивизия была выведена в резерв и после отдыха и пополнения в составе 9-го стрелкового корпуса 5-й ударной армии переброшена на 1-й Белорусский фронт. Перейдя в наступление с Магнушевского плацдарма в рамках Варшавско-Познанской операции Висло-Одерского стратегического плана, 986-й стрелковый полк под командованием майора А. И. Смыкова 1 февраля 1945 года форсировал Одер у населённого пункта Целлин и захватил плацдарм на западном берегу реки. В период со 2 по 5 февраля батальоны полка отразили яростные контратаки численно превосходящих сил противника, пытавшихся любой ценой отбросить советские войска обратно за Одер. При отражении натиска врага 5 февраля у населённого пункта Карлсбизе (Karlsbiese) особенно отличился взвод противотанковых ружей старшего лейтенанта И. И. Ванина. Опытный боевой командир настолько эффективно расположил огневые средства своего взвода, что неприятель «всё время натыкался на мощную противотанковую оборону и не имел успеха». За период боёв силами взвода было отбито 11 контратак врага, подбиты 1 средний танк, 1 самоходная артиллерийская установка и 2 бронетранспортёра, подавлено 6 пулемётных точек, истреблено 25 немецких солдат и офицеров.
Плацдарм на Одере, который стойко удерживали подразделения 230-й стрелковой дивизии, после объединения с другими плацдармами получил название Кюстринского и сыграл важную роль в решающем наступлении на Берлин. Прорвав одерский фронт, войска 5-й ударной армии устремились к столице Германской империи. Старший лейтенант И. И. Ванин, перед началом Берлинской операции принявший под командование 9-ю стрелковую роту 986-го стрелкового полка, принимал участие в штурме предместий Берлина — Марцана, Каульсдорфа и Карлсхорста. 23 апреля 1945 года передовые части дивизии полковника Д. К. Шишкова вышли к Шпрее в районе Руммельсбурга. Немцы, организовав мощную оборонительную линию вдоль левого берега реки, всеми средствами пытались воспрепятствовать переправе советских войск, но 24 апреля рота старшего лейтенанта Ванина на полуглиссерах Днепровской военной флотилии форсировала водную преграду. В боях за плацдарм, на который затем переправились основные силы дивизии, бойцы Ванина уничтожили 8 пулемётных точек, батарею 81-миллиметровых миномётов и до 120 солдат и офицеров вермахта. 25 апреля перед 9-й стрелковой ротой была поставлена задача прорвать оборонительные порядки немцев, закрывавших дорогу в центральные кварталы Берлина. В ходе ожесточённого боя старший лейтенант И. И. Ванин, демонстрируя образцы героизма, лично уничтожил три пулемётные точки, мешавшие продвижению подразделения. Близким разрывом фаустпатрона Иван Иванович был тяжело контужен, но не покинул поля боя до выполнения ротой поставленной боевой задачи. Лишь после того, как путь к центру Берлина был открыт, его отправили в госпиталь. За образцовое выполнение боевых заданий командования и проявленные при этом отвагу и геройство указом Президиума Верховного Совета СССР от 31 мая 1945 года Ванину Ивану Ивановичу было присвоено звание Героя Советского Союза.
В 1946 году уволен в запас. Жил в Рязани. С 1950-х годов и до выхода на пенсию работал слесарем на Рязанском заводе цветных металлов. Умер 21 сентября 1996 года. Похоронен в Рязани на Скорбященском кладбище.

## Награды
- Медаль «Золотая Звезда» (31.05.1945)[13];
- орден Ленина (31.05.1945)[13];
- два ордена Отечественной войны 1-й степени (18.03.1945[11]; 11.03.1985[15]);
- орден Отечественной войны 2-й степени (13.09.1944)[5];
- орден Красной Звезды (30.06.1944)[9];
- медали, в том числе:
  - медаль «За отвагу» (22.08.1943)[8];
  - медаль «За победу над Германией в Великой Отечественной войне 1941-1945 гг.»;
  - медаль «За взятие Берлина».

## Документы
- Общедоступный электронный банк документов «Подвиг Народа в Великой Отечественной войне 1941—1945 гг.» Дата обращения: 31 июля 2014. Архивировано из оригинала 13 марта 2012 года.

Представление к званию Героя Советского Союза (архивный реквизит 150005067). Дата обращения: 31 июля 2014. Архивировано 24 сентября 2015 года.
Указ Президиума Верховного Совета СССР от 31 мая 1945 года. Дата обращения: 31 июля 2014. Архивировано 24 сентября 2015 года.
Ходатайство на имя Верховного Главнокомандующего. Дата обращения: 31 июля 2014. Архивировано 24 сентября 2015 года.
Орден Отечественной войны 1-й степени (1945) (архивный реквизит 23245960). Дата обращения: 31 июля 2014. Архивировано 24 сентября 2015 года.
Орден Отечественной войны 1-й степени (1985) (архивный реквизит 1518990885). Дата обращения: 31 июля 2014. Архивировано 24 сентября 2015 года.
Орден Красной Звезды (архивный реквизит 32354910). Дата обращения: 31 июля 2014. Архивировано 24 сентября 2015 года.
Медаль «За отвагу» (архивный реквизит 16748723). Дата обращения: 31 июля 2014. Архивировано 24 сентября 2015 года.